# Dave MacRae
David Scott „Dave“ MacRae (* 2. April 1940 in Auckland) ist ein aus Neuseeland stammender Pianist und Keyboarder des Fusion- und Modern Jazz.

## Leben
MacRae erlangte abgesehen von einem kurzen Studium am New South Wales Conservatorium of Music seine musikalischen Fähigkeiten autodidaktisch. In den 1960er-Jahren arbeitete er in Australien als Arrangeur für das Plattenlabel Festival Records und spielte mit Graeme Lyall, Don Burrows und John Sangster. Im Jahr 1969 zog er in die USA und spielte mit Experimentalbands in Los Angeles,  bevor er 1970 Mitglied der Big Band von Buddy Rich wurde. 1971 ließ er sich in London nieder und arbeitete zunächst im Ronnie Scott’s Jazz Club mit Musikern wie Clark Terry, Chet Baker, Jon Hendricks und  Gil Evans.
1971 spielte er kurz mit einer Band namens Caparius und wurde dann Mitglied Band Matching Mole um Robert Wyatt und der Formationen Just Us von Elton Dean beteiligt und spielte u. a. mit Michael Gibbs und Mike Westbrook, nahm aber auch ein Album mit Annie Ross auf. Mit Gary Windo, Ron Mathewson und Wyatt bildete er die Gruppe WMMW. 1973 gehörte er der Jazzrock-Formation Nucleus an und trat beim New Jazz Meeting Baden-Baden auch mit Zbigniew Seifert auf.
1974 war er an Sessions von Colin Hodgkinsons Rockjazz-Trio Back Door beteiligt; dann widmete er sich zusammen mit seiner Frau, der Sängerin Joy Yates, bis 1979 hauptsächlich seinem Bandprojekt Pacific Eardrum. Weiterhin arbeitete er mit Musikern der Canterbury Szene wie Robert Wyatt und Richard Sinclair/Lol Coxhill, aber auch mit Mike Gibbs; er war auch für die Musik der TV-Komiker-Serie The Goodies verantwortlich. In den 1980er-Jahren spielte  MacRae kurz mit der Band False Alarm, danach 1984 in der wiederbelebten Formation Soft Machine. In diesem Jahr kehrte er nach Australien zurück und spielte in der Gegend von Sydney mit Bernie McGann und Ronnie Scott. 1998 trat er noch einmal mit seiner Frau im Londoner Jazzclub Ronnie Scott’s auf und beschränkte sich seitdem auf Auftritte in Australien. 2007 trat er mit Brian Smith beim National Jazz Festival in Tauranga auf.
Nach Ian Carr reichen die musikalischen Vorbilder MacRaes von Art Tatum, Monk, Wynton Kelly, Bill Evans bis Herbie Hancock und Joe Zawinul.

## Diskographie (Auswahl)
- Matching Mole (CBS, 1972)
- Matching Mole: Matching Mole’s Little Red Record (CBS, 1972)
- Ian Carr: Belladonna (Core, 1972)
- Ian Carr’s Nucleus: Roots (Vertigo, 1973)
- Ian Carr’s Nucleus: Labyrinth (Vertigo, 1973)
- Mike Westbrook: Citadel; Room 315
- Mike Westbrook: Love/Dream and Variations (Transatlantic, 1976)

Eigene Projekte
- Pacific Eardrum (Charisma, 1977)
- Pacific Eardrum: Beyond Panic (Charisma, 1978)
- Pacific Eardrum (CBS, 1980)
- Southern Roots  (Emanem, 1988)

Als musikalischer Leiter und Produzent
- The Walker Brothers: Lines (GTO, 1976)
- The Walker Brothers: Nite Flights  (GTO, 1979)
- The Goodies, Englische Comedygruppe[1]